# Hexanchus
Hexanchus es un género de la familia hexanchidae del orden de los Hexanchiformes que incluye dos especies.
Tienen seis pares de hendiduras branquiales.

## Especies
- Hexanchus griseus, Tiburón de seis branquias gris (Bonnaterre, 1788)
- Hexanchus nakamurai, Cañabota de ojos grandes Teng, 1962